# Liste der Baudenkmale in Bad Sülze
In der Liste der Baudenkmale in Bad Sülze sind alle Baudenkmale der Gemeinde Bad Sülze im Landkreis Vorpommern-Rügen aufgelistet.
Grundlage ist die Veröffentlichung der Denkmalliste des Landkreises Vorpommern-Rügen, Auszug aus der Kreisdenkmalliste vom Juli 2012.

## Bad Sülze
| ID            | Lage                                | Bezeichnung                               | Beschreibung | Bild                                      |
| ------------- | ----------------------------------- | ----------------------------------------- | --- | ----------------------------------------- |
| 63 Wikidata   | (Karte)                             | Friedhofskapelle                          | |                                           |
| 53 Wikidata   | Am Kirchplatz 1 (Karte)             | Pfarrhaus                                 | 2-gesch., historisierender Klinkerbau mit Mittelrisalit und kräftig profiliertem Traufgesims aus der Gründerzeit | Weitere Bilder                            |
| 54 Wikidata   | Am Kirchplatz 2 (Karte)             | Wohnhaus und Stallscheune                 | |                                           |
| 55 Wikidata   | Am Kirchplatz 3                     | Wohnhaus und Stallscheune                 | |                                           |
| 56 Wikidata   | Am Markt 1 (Karte)                  | Rathaus                                   | 2-geschossiger Putzbau aus der Mitte des 19. Jh. | Weitere Bilder                            |
| 59 Wikidata   | Am Markt 11 (Karte)                 | Wohn- und Geschäftshaus mit Nebengebäude  | |                                           |
| 60 Wikidata   | Am Markt 13 (Karte)                 | Wohn- und Geschäftshaus                   | |                                           |
| 61 Wikidata   | Am Markt 16 (Karte)                 | Wohn- und Geschäftshaus                   | | Weitere Bilder                            |
| 57 Wikidata   | Am Markt 2 (Karte)                  | Ackerbürgerhaus                           | | Weitere Bilder                            |
| 78 Wikidata   | Am Mühlenberg (An der L 19) (Karte) | Windmühle mit Speicher                    | | Windmühle mit Speicher                    |
| 67 Wikidata   | Gerhart-Hauptmannstraße (Karte)     | Kirche mit Kirchhof                       | Sterngewölbe; eingezogener Chor mit spätgotischem Kuppelgewölbe; Westturm vom 15. Jh., Turmhelm 1770 durch Brand vernichtet, erst 1892 neue geradlinige, neugotische Spitze; Altar vom 19. Jh., Rokoko-Kanzel von 1770, Orgelprospekt von 1772. | Weitere Bilder                            |
| 64 Wikidata   | Karl-Liebknecht-Straße 10 (Karte)   | Wohnhaus                                  | |                                           |
| 65 Wikidata   | Karl-Liebknecht-Straße 12 (Karte)   | Haustür                                   | |                                           |
| 66 Wikidata   | Karl-Liebknecht-Straße 16 (Karte)   | Wohnhaus                                  | |                                           |
| 69 Wikidata   | Krähenberg / Am Hang (Karte)        | Denkmal-Völkerschlacht bei Leipzig        | | Denkmal-Völkerschlacht bei Leipzig        |
| 71 Wikidata   | Kurze Straße 2 (Karte)              | Wohnhaus und ehemalige Schmiede           | |                                           |
| 68 Wikidata   | Recknitzallee 1c (Karte)            | Windmühle                                 | | Windmühle                                 |
| 70 Wikidata   | Rosa-Luxemburg-Straße (Karte)       | Kriegerdenkmal 1914/1918                  | | Kriegerdenkmal 1914/1918                  |
| 62 Wikidata   | Rosa-Luxemburg-Straße 8 (Karte)     | ehemaliger Bahnhof                        | | ehemaliger Bahnhof                        |
| 75A Wikidata  | Saline (Karte)                      | Sanatorium mit Haupthaus und Pförtnerhaus | Klassizistisches Kurhaus von 1824 als 2-gesch. verputzter Fachwerkbau. | Sanatorium mit Haupthaus und Pförtnerhaus |
| 75B Wikidata  | Saline                              | Kinderstation                             | |                                           |
| 75C Wikidata  | Saline                              | Gradierwerk                               | |                                           |
| 75D Wikidata  | Saline                              | Park                                      | | Park                                      |
| 73A Wikidata  | Saline 1 (Karte)                    | Wohnhaus und Stallscheune                 | |                                           |
| 73B Wikidata  | Saline 2 (Karte)                    | Wohnhaus und Stallscheune                 | |                                           |
| 1315 Wikidata | Saline 7 (Karte)                    | Rathaus                                   | Salzmuseum von 1953 im ehem. 2-gesch. verputztem Amtshaus von 1759; 1993–1998 saniert. | Rathaus                                   |
| 74 Wikidata   | Saline 9                            | Ackerbürgerhaus                           | |                                           |
| 76 Wikidata   | Tribseeser Straße 1                 | Wohn- und Geschäftshaus mit Nebengebäude  | |                                           |

## Redderstorf
| ID            | Lage                    | Bezeichnung                          | Beschreibung                                                                      | Bild |
| ------------- | ----------------------- | ------------------------------------ | --------------------------------------------------------------------------------- | ---- |
| 825 Wikidata  | Dorfstraße 31 (Karte)   | Gutshaus                             | Sanierter, 2-gesch., 11-achs. Putzbau mit Mansarddach und 3-gesch. Mittelrisalit. |      |
| 826B Wikidata | Sülzer Straße 5 (Karte) | Wirtschaftsgebäude mit Wohntrakt     |                                                                                   |      |
| 826A Wikidata | Sülzer Straße 6 (Karte) | Verwalterhaus und Wirtschaftsgebäude |                                                                                   |      |

## Quelle
- Denkmalliste des Landkreises Vorpommern-Rügen